# 인도파랑새

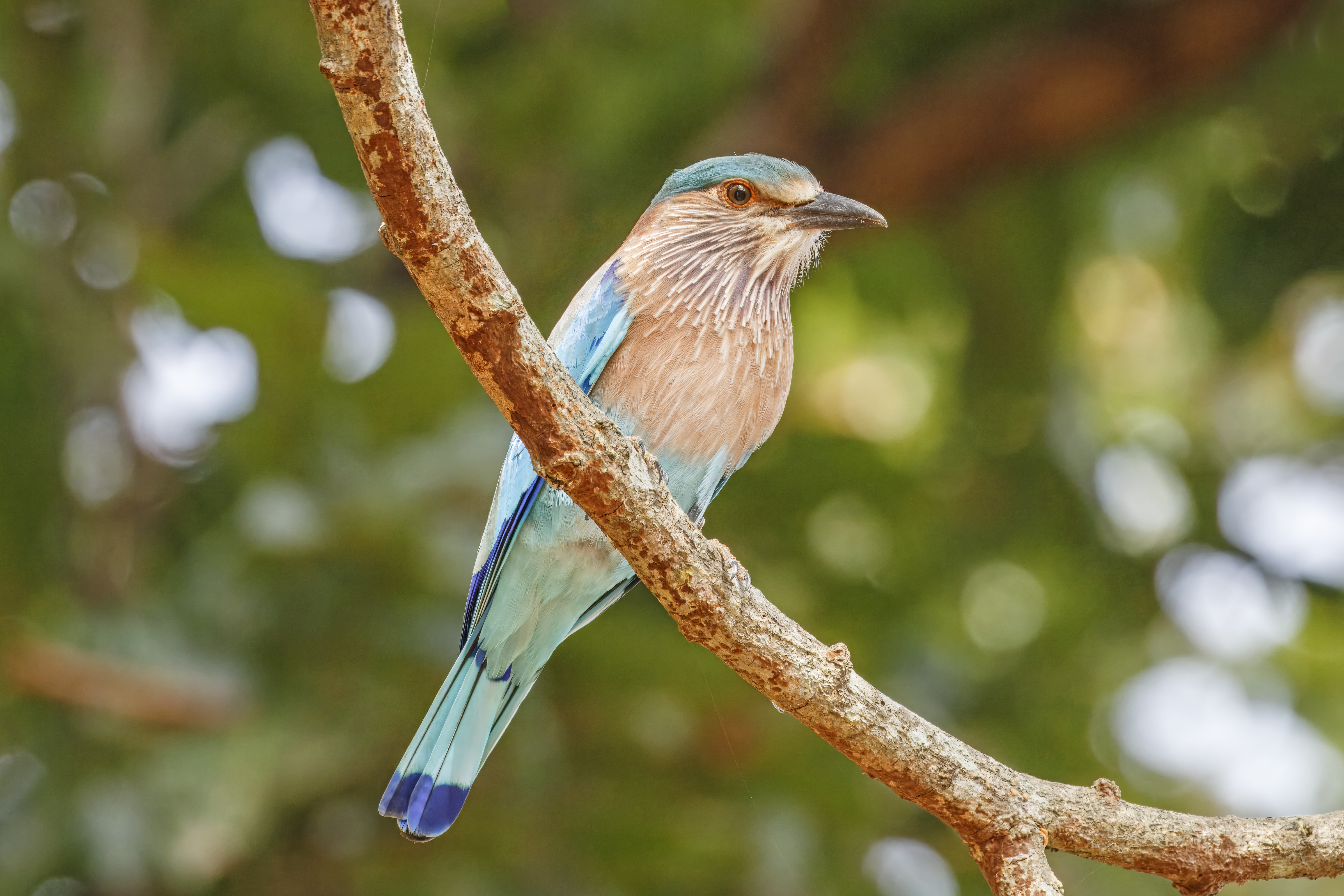

인도파랑새(Indian roller, 인디언 롤러, Coracias benghalensis)는 파랑새과에 속하는 새이다. 길이는 30~34cm(12~13인치), 날개 길이는 65~74cm(26~29인치), 무게는 166~176g(5.9~6.2oz)이다. 얼굴과 목은 분홍빛을 띠고 머리와 등은 갈색이며 엉덩이는 파란색이고 날개와 꼬리는 밝은 파란색과 진한 파란색이 대비된다. 날개의 밝은 파란색 표시는 비행 중에 눈에 띈다. 성별은 외모가 비슷하다. 두 개의 아종이 인식된다.
인도파랑새는 서아시아에서 인도 아대륙까지 널리 분포한다. 길가의 나무와 전선에 자리 잡고 있는 경우가 많으며, 탁 트인 초원과 관목림 서식지에서 흔히 볼 수 있으며, 인간이 개조한 풍경에 잘 적응했다. 주로 곤충, 특히 딱정벌레를 잡아먹는다. 이 종은 번식기 동안 수컷이 곡예 비행을 하는 것으로 가장 잘 알려져 있다. 성체 수컷과 암컷은 페어 본드를 형성하고 새끼를 함께 키운다. 암컷은 짚이나 깃털로 만든 얇은 매트가 깔린 구멍이나 틈에 3~5개의 알을 낳는다. 인도파랑새는 인도 3개 주를 상징하는 새이다. IUCN 적색 목록에 최소관심종으로 등재되어 있다.